# Cinara laricis
Cinara laricis är en insektsart som först beskrevs av Hartig 1839. Enligt Catalogue of Life ingår Cinara laricis i släktet Cinara och familjen långrörsbladlöss, men enligt Dyntaxa är tillhörigheten istället släktet Cinara och familjen barkbladlöss. Arten är reproducerande i Sverige. Inga underarter finns listade i Catalogue of Life.